# Egerton University
Die Egerton University ist eine staatliche Universität im Südwesten von Kenia. Sie hat ihren Hauptsitz in der landwirtschaftlich geprägten Kleinstadt Njoro im Nakuru County, am westlichen Rand des Ostafrikanischen Grabens.

## Geschichte
Die Geschichte der Egerton University reicht zurück bis ins Jahr 1939, als der seit den 1920er-Jahren in der Kronkolonie lebende britische Siedler Lord Maurice Egerton of Tatton in Njoro eine Fachschule für Landwirtschaft gründete, mit dem Ziel, eine große Anzahl weißer, junger Menschen als künftige Farmer und Kolonisten im Hochland von Kenia auszubilden. Ab 1950 wurde die Egerton Farm School zu einer Landwirtschaftlichen Akademie ausgebaut, die ab 1955 unter dem Namen Egerton Agricultural College Diplome an ihre Absolventen ausstellte. Aus Mitteln der United States Agency for International Development (USAID) und der kenianischen Regierung wurde Egerton ab 1979 erheblich erweitert und 1986 als landwirtschaftliche Fakultät der University of Nairobi angegliedert. Bereits ein Jahr später, 1987, wurde diese Verbindung vom kenianischen Parlament wieder aufgehoben; seitdem ist die Egerton University eine selbständige Volluniversität. Aufgrund ihres Hervorgehens aus einer Fachschule für Landwirtschaft gilt Egerton als die älteste Einrichtung Kenias für Höhere Bildung.

## Fachbereiche
Die Egerton University hat heute vier Standorte: der Hauptcampus befindet sich in Njoro, fünf Kilometer entfernt liegt der Kenyatta Campus, und rund 180 Kilometer nordwestlich von Njoro befindet sich der Nairobi City Campus. Ebenfalls zur Egerton University gehört das Nakuru Town Campus College in Nakuru, rund 25 Kilometer nordöstlich von Njoro.
Folgende Fachbereiche existieren (Stand: Anfang 2021):
auf dem Njoro-Campus
- Faculty of Agriculture
- Faculty of Arts and Social Sciences
- Faculty of Education and Community Studies
- Faculty of Engineering and Technology
- Faculty of Environment and Resources Development
- Faculty of Science
- Faculty of Veterinary Medicine and Surgery

Angesiedelt ist hier ferner der E-Campus, ein akademisches Fernstudienangebot
auf dem Kenyatta-Campus
- School of Open and Distance Learning

auf dem Nairobi-City-Campus
- Faculty of Arts and Social Sciences
- Faculty of Commerce
- Faculty of Education and Community Development Studies
- African Centre for Distance Education (ACDE)

im Campus College, Nakuru
- Faculty of Commerce
- Faculty of Health Sciences
- Faculty of Law

Angeboten werden annähernd 70 Bachelor- und die gleiche Anzahl Master-Studiengänge sowie rund 50 Doktoranden-Programme. Es sind ungefähr 15.000 Studierende eingeschrieben, die von insgesamt 2000 Angestellten in Lehre und Verwaltung betreut werden. Zur Universität gehört auch Lord Egerton Castle, der ehemalige Wohnsitz von Lord Egerton.

## Belege
1. ↑  Prof. Rose A. Mwonya, Vice-Chancellor: Brief History of the University. Auf: egerton.ac.ke vom 31. August 2020.
2. ↑  Egerton University: Our Profile. (Memento vom 9. Juli 2019 im Internet Archive)
3. ↑  Webseiten des E-Campus
4. ↑  Castle that was built for a hard-to-please lover. (Memento vom 26. September 2015 im Internet Archive) Informationen über Lord Egerton und das College auf businessdailyafrica.com vom 24. September 2015.